# 長尾優進
長尾 優進（ながお まさゆき、1964年-）は日本のゲーム音楽のソングライター、鍵盤ハーモニカ奏者、マニピュレーター、音楽プロデューサー。変名に、ゆうじん、N. Gee、きょぽりらんなどがある。

## 人物
作品に「バトルゴルファー唯」のエンディング曲、「ザ・スーパー忍II」のオープニング曲、「スペースインベーダー ギャラクシービート」のエンディング曲、「うたうたウ〜 SEIREI-SONGS」の挿入歌（英語詞の作詞も担当）があるほか、作詞家として松原正樹のアルバム「HUMARHYTHM IV」に英語詞を提供する。
佐野聡のアルバム「Quiet Visions」にマニピュレーターとして参加する。鍵盤ハーモニカ奏者としてジャズ、ラテン、クラシックをまたがって演奏活動をする。ピアノ、ギター、ベースも弾く。「うたうたウ～」では高井 萌、網野 佳香のユニットであるアミイモカをデビューさせる。趣味はバッハの研究。蕎麦好き。
参加作品
- バトルゴルファー唯（1991年）セガ
- JuJu伝説 （1991年）セガ
- ソニック・ザ・ヘッジホッグ2 （1992年）セガ
- ソニック&テイルス（1993年）セガ
- ザ・スーパー忍II（1993年）セガ
- ああ播磨灘（1993年）セガ
- パーティークイズ MEGA Q（1993年）セガ
- ジュラシック・パーク（1993年）セガ
- ドクターエッグマンのミーンビーンマシーン（海外版ぷよぷよ、1993年）セガ
- ソニック ドリフト（1994年）セガ
- ソニック・ザ・ヘッジホッグ3（1994年）セガ
- ソニック&ナックルズ（1994年）セガ
- ソニック ドリフト2（1995年）セガ
- うたうたウ〜 SEIREI-SONGS（2000年）スクウェア・エニックス
- スペースインベーダー ギャラクシービート（2005年）マーベラスインタラクティブ
- バブルボブル マジカルタワー大作戦!!（2006年）マーベラスインタラクティブ
- NEWレインボーアイランド ハーディガーディ大冒険!!（2007年）マーベラスインタラクティブ